# Český Athletic & Football Club Praga
Il Český Athletic & Football Club Praga, meglio noto con l'acronimo ČAFC Praga, è una società calcistica ceca con sede nel quartiere praghese di Vinohrady. Tra il 1918 ed il 1950 la squadra si chiamava Český Athletic & Football Club Vinohrady ed ha ottenuto i migliori risultati nei primi anni del XX secolo. Oggi milita nel Campionato di Praga, quinto livello del calcio ceco.

## Palmarès

### Competizioni nazionali
- Campionato cecoslovacco: 1  (non ufficiale)

1902

### Altri piazzamenti
- Campionato cecoslovacco:

Secondo posto: 1901